# Mathieu Choinière
Mathieu Choinière (Saint-Jean-sur-Richelieu, 1999. február 7. –) kanadai válogatott labdarúgó, a svájci Grasshoppers középpályása.

## Pályafutása

### Klubcsapatokban
Choinière a kanadai Saint-Jean-sur-Richelieu városában született. Az ifjúsági pályafutását a Montréal akadémiájánál kezdte.
2018-ban mutatkozott be a Montréal észak-amerikai első osztályban szereplő felnőtt keretében. Először a 2018. július 22-ei, Portland Timbers ellen 2–2-es döntetlennel zárult mérkőzés 89. percében, Shamit Shome cseréjeként lépett pályára. Első gólját 2021. július 4-én, az Inter Miami ellen hazai pályán 1–0-ás győzelemmel végződő találkozón szerezte meg.
2024. augusztus 27-én három éves szerződést kötött a svájci első osztályban érdekelt Grasshoppers együttesével.

### A válogatottban
Choinière az U20-as és az U23-as korosztályú válogatottakban is képviselte Kanadát.
2023-ban debütált a felnőtt válogatottban. Először a 2023. október 12-ei, Japán ellen 4–1-re elvesztett barátságos mérkőzés 61. percében, Jonathan Osoriót váltva lépett pályára.

## Statisztikák
2024. augusztus 10. szerint
| Klub     | Szezon   | Osztály  | Bajnokság | Bajnokság | Kupa  | Kupa | Nemzetközi | Nemzetközi | Összesen | Összesen |
| Klub     | Szezon   | Osztály  | Meccs     | Gól       | Meccs | Gól  | Meccs      | Gól        | Meccs    | Gól      |
| -------- | -------- | -------- | --------- | --------- | ----- | ---- | ---------- | ---------- | -------- | -------- |
| Montréal | 2018     | MLS      | 5         | 0         | 1     | 0    | —          | —          | 6        | 0        |
| Montréal | 2019     | MLS      | 17        | 0         | 2     | 0    | —          | —          | 19       | 0        |
| Montréal | 2021     | MLS      | 26        | 2         | 1     | 0    | —          | —          | 27       | 2        |
| Montréal | 2022     | MLS      | 27        | 2         | 2     | 0    | 2          | 0          | 31       | 2        |
| Montréal | 2023     | MLS      | 28        | 5         | 4     | 0    | 2          | 1          | 34       | 6        |
| Montréal | 2024     | MLS      | 17        | 2         | 2     | 0    | 3          | 0          | 22       | 2        |
| Összesen | Összesen | Összesen | 120       | 11        | 12    | 0    | 7          | 1          | 141      | 12       |

### A válogatottban
| Válogatott | Év       | Pályára lépés | Gól |
| ---------- | -------- | ------------- | --- |
| Kanada     | 2023     | 1             | 0   |
| Kanada     | 2024     | 9             | 0   |
| Kanada     | 2025     | 2             | 0   |
| Összesen   | Összesen | 12            | 0   |

## Sikerei, díjai
Montréal
- Kanadai Bajnokság
  - Győztes (2): 2019, 2021
  - Döntős (1): 2023

Kanadai válogatott
- CONCACAF Nemzetek ligája
  - Ezüstérmes (1): 2022–23

Egyéni
- MLS All-Stars: 2023, 2024